# Добрівлянська сільська рада (Стрийський район)
Добрівлянська сільська рада — колишній орган місцевого самоврядування у Стрийському районі Львівської області. Адміністративний центр — село Добрівляни.

## Загальні відомості
Водоймища на території, підпорядкованій даній раді: річка Стрий.

## Населені пункти
Сільській раді підпорядковані населені пункти:
- с. Добрівляни

## Склад ради
Рада складається з 12 депутатів та голови.

### Керівний склад попередніх скликань
| ПІБ                      | Основні відомості                                                                                  | Дата обрання | Дата звільнення |
| ------------------------ | -------------------------------------------------------------------------------------------------- | ------------ | --------------- |
| Оброца Ігор Євстахович   | Сільський голова, 1961 року народження, освіта вища, член Всеукраїнського об'єднання «Батьківщина» | 26.03.2006   | 31.10.2010      |
| Оброца Ігор Євстахійович | Сільський голова, 1961 року народження, освіта вища, безпартійний                                  | 31.10.2010   |                 |

Примітка: таблиця складена за даними джерела